# En-Nzala
En-Nzala (franska: En-Nzala (CR), En-Nzala (Commune Rurale), arabiska: وادي النعام) är en kommun i Marocko.   Den ligger i provinsen Midelt och regionen Drâa-Tafilalet, 290 km sydost om huvudstaden Rabat. Antalet invånare är 5 186.